# Crkva sv. Stjepana u Starom Gradu

### Povijest
Župna crkva sv. Stjepana, pape u Starom Gradu na Hvaru građena je u 17. st., ali je na njenom mjestu stajala stara crkva iz 9/10. stoljeća. Pretpostavlja se da je služila kao prva hvarska katedrala do 1247. ili 1278. kada se, po istoj pretpostavci, biskupija seli u Hvar. Ta je crkva jako oštećena u napadu Turaka 1571., pa je srušena da bi 1605. započela gradnja nove crkve koja je trajala gotovo čitavo stoljeće. Crkva je djelo domaćih majstora i građena je u stilu dalmatinskog provincijskog baroka. Glavni portal crkve i pročelje rad su Ivana Pomenića iz Korčule koji je radio i na hvarskoj katedrali. Bočni brodovi su djelo Marka Foretića iz Korčule te majstora iz obitelji Škarpa iz Staroga Grada.

### Opis
Crkva je velika trobrodna građevina s četverokutnom apsidom i svodovima u stilu kasne gotike: svod glavnog broda je ukrašen štukaturom koja oponaša gotičke rebraste svodove. Na pročelju su tri renesansno-barokna portala. Iznad glavnog portala se nalazi rozeta istog stila. Okviri vrata bočnih brodova i sakristije su barokni. Crkva je građena od korčulanskog kamena čija je odlika da s vremenom oksidira i poprima crveno-smeđu boju.
U popločenju crkve je 1880. nađen predromanički pilastar, jedini spomenik te vrste na otoku. Pilastar se datira u 9. – 11. st., a s njegove je druge strane natpis iz 1395. pa je možda pripadao staroj crkvi sv. Stjepana.
Glavni oltar crkve izradila je mletačka radionica Tremignon 1702. U južnom su brodu oltar sv. Ante iz 1. pol. 18. st. te oltar iz 19. st. s likovima sv. Kuzme i Damjana i sv. Lucije, a pored njega je triptih s prikazom sv. Marije, sv. Ivana Krstitelja i sv. Jerolima, rad Mlečanina Francesca de Santacrocea iz sredine 16. st. U sjevernom je brodu drveno raspelo iz 17. st. te oltar sv. Križa, djelo Andrije Bruttapelle iz 1773. U crkvi se nalazi i kamena krstionica, djelo Tripuna Bokanića iz 1592. godine.
Zvonik je odvojen od crkve i završen je 1753. o čemu govori prvi natpis nad vratima zvonika.  Za razliku od mnogih inih dalmatinskih crkava, građen je kao samostalna odvojena građevina. Drugi natpis navodi da je donji dio zvonika građen od kamenih blokova sa zidina starog Pharosa te da je nekad ulaz u grad bio na mjestu gdje je sada ulaz u svetište hrama. Poznati reljef rimske trgovačke galije, datiran u 2. st., ugrađen je u prvoj loži zvonika.

## Vanjske poveznice
|  | Zajednički poslužitelj ima još gradiva o temi Crkva sv. Stjepana u Starom Gradu |